# Sfida senza paura
Sfida senza paura (Sometimes a Great Notion) è un film del 1971, diretto da Paul Newman e basato sul romanzo di Ken Kesey.

## Trama
A Kernville, un paese dell'Oregon che vive con il commercio di legname, i boscaioli stanno effettuando uno sciopero ad oltranza, con gravi conseguenze finanziarie per tutta la popolazione. La famiglia Stamper fa eccezione poiché, forte della sua autonoma organizzazione a carattere aziendale, continua il lavoro e guadagna lautamente. A Kernville giunge Leeland, giovane universitario, figlio di Henry Stamper e della sua seconda moglie, suicidatasi. Di mala voglia l'ultimo degli Stamper si unisce ai fratellastri e al cugino Andy; li accompagna al lavoro, prendendo coscienza nel frattempo della situazione di tensione e condividendo con la cognata Viv la condanna per la caparbietà e per l'asocialità dell'atteggiamento del resto della famiglia. Nonostante talune disavventure, gli Stamper continuano a lavorare. Ma il crollo di un albero ferisce mortalmente Henry e uccide Joe Ben facendolo finire sott'acqua. Leeland si prodiga inutilmente per salvare il padre. Leeland e l'altro fratellastro mantengono la parola nel portare a destinazione un carico di legname.